# Mijamoto Sigeru
Mijamoto Sigeru (宮本 茂; Hepburn: Shigeru Miyamoto; Szonobe, 1952. november 16. –)) japán videójáték tervező és producer, valamint a Nintendo EAD vezetője.
Legismertebb munkái a Nintendo által kiadott Mario-sorozat, a Donkey Kong, a The Legend of Zelda vagy a Star Fox. Alkotásai megjelentek valamennyi Nintendo-konzolon. Játékai jellemzően pozitív visszhangot kaptak a kritikusoktól, több különböző díjat nyertek.
Felesége Jaszuko. Két gyermekük született.